# 미아리 텍사스 2
"미아리 텍사스 2"는 한국에서 제작된 이병주 감독의 1996년 영화이다. 민복기 등이 주연으로 출연하였고 김용돌 등이 제작에 참여하였다.

## 출연
- 민복기

## 기타
- 조명: 김석진